# Ершмарк
Ершмарк (на шведски: Ersmark) е малък град в североизточна Швеция, лен Вестерботен, община Умео. Намира се на около 520 km на североизток от централната част на столицата Стокхолм и на 10 km на север от главния град на лена Умео. Населението на града е 1649 жители, по приблизителна оценка от декември 2017 г.